# Impacto en el funcionamiento de internet por la pandemia de COVID-19

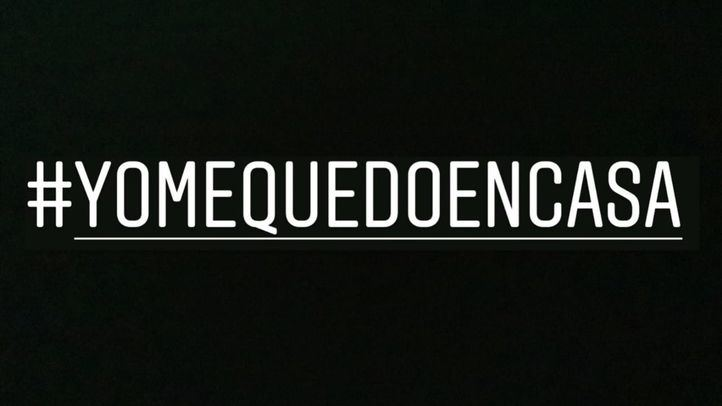
El #Yomequedoencasa es originario de España y se expandió a algunos países hispanoamericanos, el movimiento vía redes sociales busca promover la inmovilización social para evitar el avance de la pandemia de COVID-19.

El impacto en internet de la pandemia de COVID-19 es un fenómeno producido por el incremento de la transferencia de información por este medio. Se debe a la mayor utilización de servicios en línea, relacionados con el ocio, la enseñanza y el teletrabajo, por parte de los ciudadanos a causa de la cuarentena establecida en numerosos países.
Como consecuencia de este incremento en la transferencia de información, la velocidad y disponibilidad de internet se han visto afectadas en algunos lugares. Al mismo tiempo, algunos gobiernos y organizaciones han pedido a sus ciudadanos hacer un uso responsable de la red, y obtenido de los grandes distribuidores de vídeos por internet una reducción de la calidad de imagen para ahorrar ancho de banda.

## Impacto por país

### Argentina
Las medidas adoptadas por el gobierno argentino respecto a la pandemia modificaron la rutina de una parte de la población. Por esta razón, el tráfico de Internet se incrementó entre un 20 y un 25 por ciento según datos de la CABASE. El consumo de video y los videojuegos impulsaron este aumento.

### Chile
El aumento de consumo de internet en Chile se reflejó en los primeros meses del año, donde se reportó que el uso de redes sociales aumentó un 53 % respecto del mismo mes del año anterior, por sobre varios otros países de la región.
El consumo de datos por usuario llegó a 335,5 GB en internet fija en abril del 2020, un 29,4 % más que el año anterior. Respecto del consumo de internet móvil aumentó 26 % hasta los 13 Gigabytes en el mismo período.

### España
Los operadores de internet señalaron que durante estos días el tráfico a través de las redes IP ha experimentado incrementos cercanos al 40%. Al mismo tiempo, el tráfico de los servicios de mensajería, como WhatsApp, se ha quintuplicado. El punto de intercambio de internet DE-CIX Madrid registró un récord de transferencia de datos el sábado 14 de marzo a las 20:36 hs. En ese momento se alcanzó un pico de tráfico de 468.39 Gbit/s.
Todo este aumento en el consumo de servicios en línea ha hecho caer la velocidad de Internet un 10 % en España.

### Italia
La cuarentena decretada por las autoridades italianas ocasionó un aumento del 70 % del tráfico de internet en el país. Según lo anunciado por el CEO de Telecom Italia, Luigi Gubitosi, el aumento del tráfico en el país se debe principalmente a los juegos en línea, como Fortnite.

### Venezuela
De acuerdo con la reciente medición del Observatorio Venezolano de Servicios Públicos (OVSP), solo 34,2 % de los hogares tiene conexión fija a la red. Mientras que 54,8 % de la población del país, tienen fallas de servicio todos los días. La desinversión y la falta de mantenimiento en el sector de telecomunicaciones han llevado al país a tener los peores indicadores de cobertura o velocidad de América Latina. A esta realidad se suman la hiperinflación y los bajos ingresos de la mayoría de la población que depende de la red pública, pues limitan su acceso a dispositivos tecnológicos y le impiden costear el servicio satelital que ofrecen operadoras privadas. 
Las telecomunicaciones son consideradas como un servicio esencial y el acceso a internet ha sido reconocido por la Organización de las Naciones Unidas como un derecho humano fundamental de las personas, vinculado a la libertad de expresión. En Venezuela, se consideran actividades de servicio e interés público, con rango constitucional. De manera que, en el contexto de la emergencia sanitaria, es urgente que se promuevan políticas públicas para reducir la brecha digital, garantizar a los ciudadanos estos derechos y aplicar soluciones digitales para disminuir el impacto de las medidas de cuarentena y distanciamiento social. 

## Impacto Mundial del internet y redes sociales en momentos de pandemia
La propagación del coronavirus ha hecho que haya que adaptarse al excepcional momento que estamos viviendo ante la pandemia. La rutina ha cambiado, la educación, el trabajo y otras actividades, se ha llevado desde casa y se ha tenido que aprender a gestionar el tiempo libre de una forma diferente. Pero no solo se han cambiado las rutinas y hábitos de vida, sino que el comportamiento en Internet y las redes sociales también se ha visto afectado.
Estas son las principales impactos:
- El consumo de noticias en directo es lo que más se ha incrementado, en un 54%.
- Los usuarios se dedican un 42% más a ver películas y series.
- Leer las noticias en internet han aumentado un 40%. Por el contrario, leer las noticias en prensa ha disminuido un 35%.
- Mandar mensajes de texto, chatear y usar mensajería instantánea ha aumentado un 44%.
- El contenido en vídeo y el uso de las redes sociales se ha incrementado un 33% durante la crisis del coronavirus.
- Los usuarios dedican a leer por interés personal y a jugar videojuegos un 28% y un 22% más, respectivamente.
- El comprar por internet en los supermercados ha aumentado un 27% durante este período.
- El tiempo que se dedica a trabajar ha disminuido un 33%.
- El consumo de electricidad por causa de los dispositivos móviles a aumentado un 70%.
- El nivel de educación básica, media y superior de niños, jóvenes y adolescentes a disminuido un 30%.